# Saint-Jean-de-Cuculles
Saint-Jean-de-Cuculles là một xã thuộc tỉnh Hérault trong vùng Occitanie phía nam nước Pháp.